# 申崇謙
申 崇謙（シン・スンギョム、朝鮮語: 신숭겸、 - 927年）は、高麗の武将で、開国功臣の一人。本貫は平山申氏。

## 人物
江原道光海州出身。初名は「能山（三能山）」。後高句麗の弓裔に仕えていたが、王建の配下となり、927年、公山の戦いで後百済の甄萱と対峙した際に戦死した。王建は、崇謙の死を悼み、智妙寺を建立して冥福を祈った。洪儒、裵玄慶、朴述熙、卜智謙らとともに開国一等功臣に列して、太祖王建の廟庭に祀られた。諡号は壮節。